# Hiremegalageri, Harapanahalli
Hiremegalageri là một làng thuộc tehsil Harapanahalli, huyện Davanagere, bang Karnataka, Ấn Độ.